# Tysklands Grand Prix 1978
Tysklands Grand Prix 1978 var det elfte av 16 lopp ingående i formel 1-VM 1978.  

## Resultat
1. Mario Andretti, Lotus-Ford, 9 poäng
2. Jody Scheckter, Wolf-Ford, 6
3. Jacques Laffite, Ligier-Matra, 4
4. Emerson Fittipaldi, Fittipaldi-Ford, 3
5. Didier Pironi, Tyrrell-Ford, 2
6. Hector Rebaque, Rebaque (Lotus-Ford), 1
7. John Watson, Brabham-Alfa Romeo
8. Gilles Villeneuve, Ferrari
9. Riccardo Patrese, Arrows-Ford
10. Keke Rosberg, Theodore (Wolf-Ford)
11. Harald Ertl, Ensign-Ford (varv 41, motor)

### Förare som bröt loppet
- Ronnie Peterson, Lotus-Ford (varv 36, växellåda)
- Alan Jones, Williams-Ford (31, bränslesystem)
- Nelson Piquet, Ensign-Ford (31, motor)
- Vittorio Brambilla, Surtees-Ford (24, bränslesystem)
- Patrick Tambay, McLaren-Ford (16, olycka)
- Carlos Reutemann, Ferrari (14, bränslesystem)
- Niki Lauda, Brabham-Alfa Romeo (11, motor)
- Jean-Pierre Jabouille, Renault (5, motor)
- Jochen Mass, ATS-Ford (1, olycka)
- Hans-Joachim Stuck, Shadow-Ford (1, olycka)
- Patrick Depailler, Tyrrell-Ford (0, olycka)

### Förare som diskvalificerades
- Rolf Stommelen, Arrows-Ford (varv 42, backade in i depån)
- James Hunt, McLaren-Ford (34, backade in i depån)

### Förare som ej kvalificerade sig
- Clay Regazzoni, Shadow-Ford
- Jean-Pierre Jarier, ATS-Ford
- Rupert Keegan, Surtees-Ford
- Arturo Merzario, Merzario-Ford

### Förare som ej förkvalificerade sig
- René Arnoux, Martini-Ford
- Brett Lunger, BS Fabrications (McLaren-Ford)